# Festival International Théodore Gouvy
Das Festival international Théodore Gouvy (Internationale Festspiele Théodore Gouvy) ist ein Festival für klassische Musik, welches zu Ehren von Louis Théodore Gouvy (1819–1898) alljährlich in der ehemaligen Stiftskirche Saint-Étienne in Hombourg-Haut (deutsch Oberhomburg) in der historischen Region Lothringen stattfindet. In diesem Ort hatte Théodore Gouvy mit seiner Familie ab 1867 im Sommer seinen Wohnsitz.
Seit 1995 wird das Fest offiziell von der Stadt, der Region Grand Est und dem Department Moselle veranstaltet.

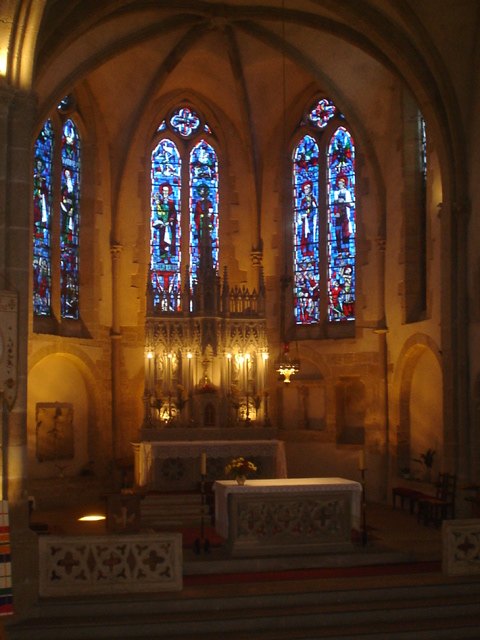
Veranstaltungsort des Festival international Théodore Gouvy : die Kollegiats-Kirche St-Étienne in Hombourg-Haut

## Zielsetzung des Festivals
Das Festival ist ein auf Klassische Musik spezialisiertes Fest zu Ehren von Théodore Gouvy (1819–1898), einem deutsch-französischen Komponisten der Romantik. Ziel des Festivals ist es, zu Unrecht in Vergessenheit geratene Werke von Gouvy wieder aufzuführen. Für dieses Vorhaben besteht eine enge Zusammenarbeit zwischen dem Institut Theodore Gouvy, dem Männerchor von Hombourg-Haut und dem Orchestre national de Lorraine.

## Das Festival 2019
2019 steht das Festival unter dem Motto „200. Geburtstag von Théodore Gouvy“ auch nach der Aufnahme dieses zweihundertjährigen Jubiläums in die Liste der „Commémorations nationales“ 2019 des französischen Kulturministeriums. Unter den sechs zweihundertjährigen Konzerten ist der 4. Juli der Höhepunkt des Festivals, einen Tag nach dem 200. Geburtstag des Komponisten. Er fand mit der Einweihung eines Denkmals zu Ehren des deutsch-französischen Komponisten an. Das Konzertprogramm bestand nur aus einem Werk mit „Aslega“, Oratorium nach einer skandinavischen Legende, dessen erste Fassung nach einem französischen Text 1876 komponiert wurde und in Paris aufgeführt wurde. Aber in seinen letzten Lebensjahren hatte Gouvy dieses Oratorio ganz neu komponiert mit ein deutsches Libretto. Diese zweite Fassung wurde aber nie aufgeführt.
Weil es unbestreitbare Schönheiten und dramatische Stärke darstellt, wollte der Dirigent Jacques Mercier dieses Werk Gouvys auferstehen lassen.